# Michael Halliday

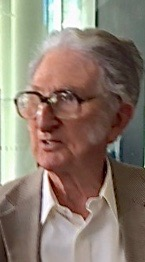
Michael Halliday während des Symposiums zu seinem 90. Geburtstag, 17. Februar 2015.

Michael Alexander Kirkwood Halliday (* 13. April 1925 in Leeds; † 15. April 2018 in Sydney) war ein in England geborener Sprachwissenschaftler, der u. a. das Modell der systemisch-funktionalen Grammatik entwickelt hat.

## Biografie
Halliday wuchs in England auf und erwarb ein Bakkalaureat in moderner chinesischer Sprache und Literatur an der University of London. Danach lebte er drei Jahre lang in China, wo er unter Luo Changpei an der Peking-Universität und unter Wang Li an der Lingnan-Universität in Guangzhou studierte. Nach seiner Rückkehr nach London wollte er 1950 an der School of Oriental and African Studies (SOAS) studieren, wo er – obwohl er nicht Kommunist war – vor dem Hintergrund der antikommunistischen Hetze der McCarthy-Ära nicht aufgenommen wurde, und so schloss er sein PhD-Studium in chinesischer Sprachwissenschaft in Cambridge ab. Thema seiner Dissertation war die Sprache der chinesischen Übersetzung der Geheimen Geschichte der Mongolen. Zusammen mit Frank R. Palmer und Terence Frederick Mitchell kann er als Schüler von John Rupert Firth (1890–1960) gelten, die alle an der SOAS in London tätig waren. Im Jahr 1965 übernahm er eine Professur für Sprachwissenschaft an der University of London. 1976 wurde er Professor für Sprachwissenschaft an der University of Sydney.
Er war seit 1989 korrespondierendes Mitglied der British Academy und seit 1994 auswärtiges Mitglied der Academia Europaea. Er war Ehrendoktor der University of Birmingham, der University of British Columbia, der York University, der Universität Athen und weiterer Universitäten.

## Werke
- Jonathan J. Webster (Hg.): Collected Works of M. A. K. Halliday. Peking University Press, Beijing 2006; Bd. 1: On Grammar [论语法], ISBN 978-7-301-12847-3; Bd. 2: Text and Discourse [语篇和话语的语言学研究], ISBN 978-7-301-13037-7; Bd. 3: On Language and Linguistics [论语言和语言学], ISBN 978-7-301-13036-0; Bd. 4: The Language of Early Childhood [婴幼儿的语言], ISBN 978-7-301-13012-4; Bd. 5: The Language of Science [科学语言], ISBN 978-7-301-13038-4; Bd. 6: Computational and Quantitative Studies [计算机与定量语言], ISBN 978-7-301-13033-9; Bd. 7: Studies in English Language [英语语言研究], ISBN 978-7-301-12958-6; Bd. 8: Studies in Chinese Language [汉语语言研究], ISBN 978-7-301-13009-4; Bd. 9: Language and Education [语言与教育], ISBN 978-7-301-13035-3.